# Arlenis Sierra
Arlenis Sierra Cañadilla (Manzanillo, 7 de dezembro de 1992) é uma ciclista profissional cubana. Competiu nos Jogos Pan-Americanos de 2015.